# Turnhout
Turnhout là một đô thị thuộc tỉnh Antwerp. Đô thị này chỉ bao gồm thành phố Turnhout proper. Tại thời điểm ngày 1 tháng 1 năm 2006, Turnhout có dân số 39,791 người. Tổng diện tích là 56,06 km² với mật độ dân số là 710 người trên mỗi km². 
Turnhout có cự ly khoảng 42 km so với thành phố Antwerpen, 30 km so với Breda và Tilburg, 40 km so với Eindhoven. Câu lạc bộ bóng đá của địa phương là K.V. Turnhout.
Đô thị này là quê hương của Walter Bax, Philippus Jacobus Brepols,  Pieter Corbeels, * Filip Daems,  Bart Dockx, Didier de Chaffoy de Courcelles, Jozef SimonsFrançois du Four, Micha Marah, Jan Renier Snieders, Paul Stoffels,  Jozef van Hoeck và Cornelis Verdonck.

## Các đơn vị giáp ranh
- Baarle-Hertog
- Beerse
- Kasterlee
- Merksplas
- Oud-Turnhout
- Ravels
- Tielen
- Vosselaar

## Đô thị kết nghĩa
- Đức: Hammelburg
- Hungary: Gödöllö
- Trung Quốc: Hanzhong